# Rhotizität
Als rhotisch (englisch rhotic), Substantiv Rhotizität (rhoticity), werden in der Anglistik Varianten der englischen Sprache bezeichnet, in denen der Buchstabe <r> in jeder Wortposition auch als R-Laut ausgesprochen wird, unabhängig davon, ob er vor einem Vokal, einem Konsonanten oder am Wortende steht. Besonders bekannt ist in diesem Zusammenhang das amerikanische Englisch, das in den meisten US-Regionen rhotisch ist. Im Gegensatz dazu ist die Standardaussprache des britischen Englisch, die Received Pronunciation (RP), nicht-rhotisch: RP kennt den Laut [r] nur vor Vokalen, d. h. das <r> wird in right, try und very ausgesprochen; in arm oder better spricht man es nicht.

## Beschreibung
Die Bezeichnung rhotisch ist abgeleitet vom griechischen Buchstaben Rho (Ρ und ρ). In rhotischen Varianten des Englischen wird sowohl prä- als auch postvokalisches (vor und nach einem Vokal stehendes) R stets ausgesprochen: beispielsweise im amerikanischen Englisch hard [hɑːrd], far [fɑːr] und four [fɔːr]. Worte wie wear [ˈwɛɚ] haben als End-r ein sogenanntes r-gefärbtes Schwa [ɚ].
In Gegensatz dazu spricht man in nicht-rhotischen Englischvarianten ein R (zumeist als [ɹ]) nur in prävokalischer Position, also vor einem Vokal stehend: also in rich [ˈrɪtʃ], barrel [bærel] und pressure [ˈpreʃə], aber nicht in Wörtern wie card [kʰɑːd], bark [bɑːk], car [kʰɑː] und wear [wɛə]. Folgt auf ein endständiges R allerdings ein Wort, das mit einem Vokal beginnt – wie bei far away und four eggs –, wird das R ausgesprochen (sog. linking r).

## Geographische Verbreitung

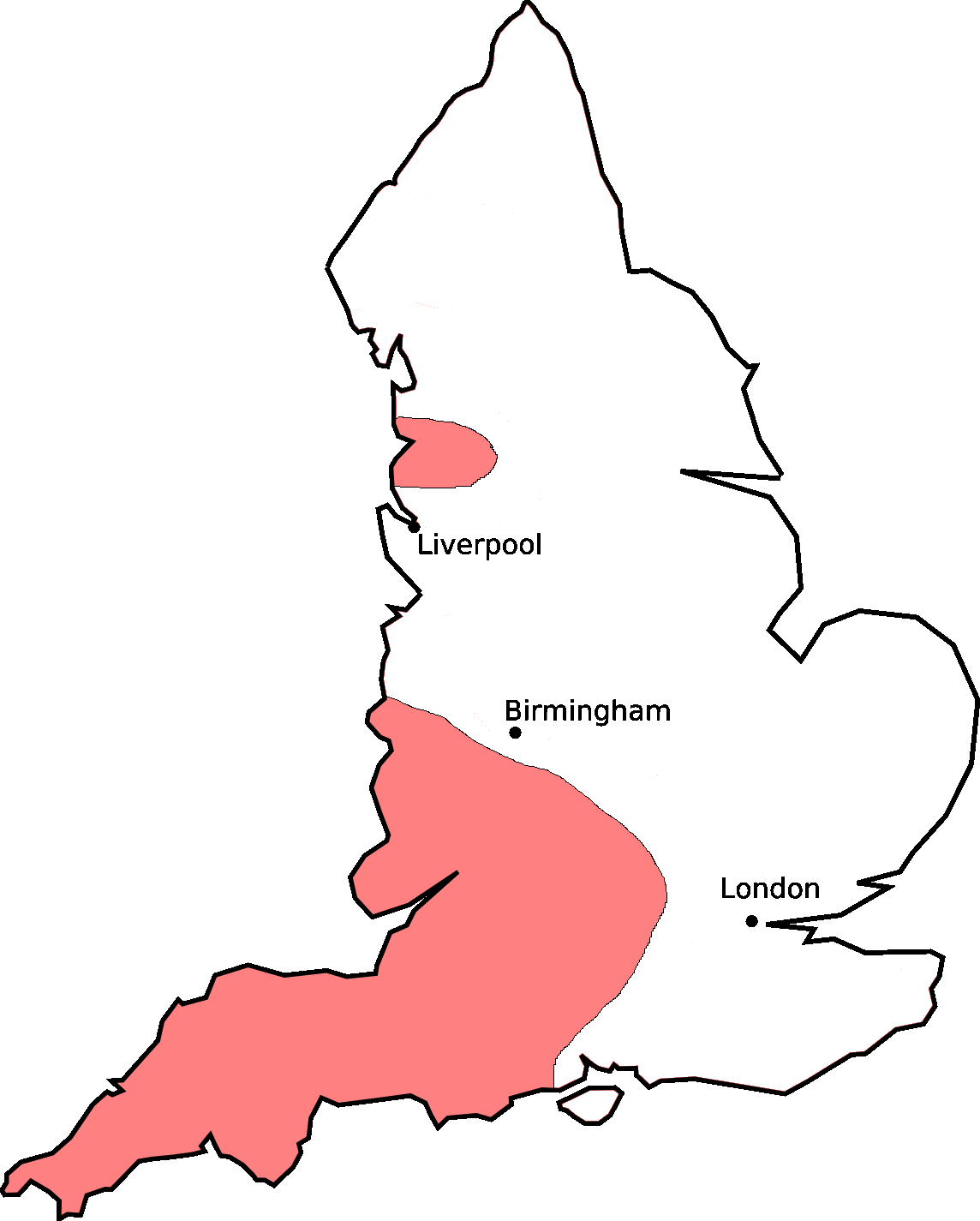
Rhotische (rot) und nichtrhotische (weiß) Dialekte in England im späten 20. Jahrhundert

Die Standardvarianten des schottischen, irischen, kanadischen, amerikanischen und indischen Englisch sind rhotisch, ebenso wie Englisch in größeren Teilen der Karibik (z. B. Barbados und Jamaika). Nicht-rhotisch sind hingegen das britische Englisch im größten Teil von England und Wales, das australische, neuseeländische und südafrikanische Englisch und das Englisch in manchen Teilen der Karibik (z. B. Trinidad und Tobago).
Auf Dialektebene gibt es jedoch einige Variationen: In England sind Dialekte im Südwesten und in Teilen des Nordens rhotisch. In den USA gibt es ebenfalls nicht-rhotische Varianten, so das Englisch an der Ostküste und in Teilen der Südstaaten sowie das African-American Vernacular English.

## Geschichte
Postvokalisches [r] begann im Südosten Englands im 17. und 18. Jahrhundert zu verschwinden: Zunächst findet man das Weglassen des postvokalischen [r] nur sporadisch, aber zwischen 1740 und 1770 verschwand es vor allem nach geschlossenen Vokalen. Im frühen 19. Jahrhundert war das Standardenglisch im Süden Englands nicht-rhotisch geworden. In den heutigen Vereinigten Staaten wurde das <r> von den Siedlern ursprünglich noch gesprochen. Nachdem jedoch Kinder von wohlhabenden Siedlern der Ostküste britische Schulen besuchten und den nicht-rhotischen Akzent mit nach Hause brachten, begann sich der nicht-rhotische Akzent auch an der Ostküste und im Süden auszubreiten.

## Andere Sprachen
Die Vokalisierung oder Tilgung von sog. postvokalischem r ist vor allem ein charakteristisches Merkmal vieler Varianten des Englischen. Das Phänomen wird auch in anderen Sprachen beobachtet, unter anderen im Deutschen, allerdings in geringerer Ausprägung: So wird das <r> nach Kurzvokalen im konservativen Deutschen als Konsonant ausgesprochen („Herr“, „Torr“, „schnurr!“), während es nach Langvokalen vokalisiert wird („Heer“, „Tor“, „Schnur“). Auch in unbetonten Silben werden die R-Laute (Mieter [miː.tɐ], verfallen [vɛɐ̯.falən]) vokalisiert. In mancher Literatur wird deshalb ausgeführt, das konservative Deutsch sei ein partiell rhotischer Akzent.